# Metriacanthosaurus
Metriacanthosaurus is een geslacht van uitgestorven vleesetende theropode dinosauriërs dat tijdens het Jura leefde in het gebied van het huidige Engeland.

## Naamgeving en vondst
In 1923 benoemde Friedrich von Huene een gedeeltelijk theropodenskelet door W. Parker in de negentiende eeuw opgegraven bij Jordan's Cliff te Weymouth als een nieuwe soort van Megalosaurus: Megalosaurus parkeri. In 1932 wees hij het echter toe aan het geslacht Altispinax als een Altispinax parkeri. In 1964 benoemde Alick Donald Walker een apart geslacht Metriacanthosaurus met als typesoort Metriacanthosaurus parkeri. De geslachtsnaam is afgeleid van het Klassiek Griekse metrikos, 'matig', en akantha, 'doorn', een verwijzing naar de matig lange doornuitsteeksels op de wervels die volgens Parker een duidelijk onderscheid vormden met de lange uitsteeksels bij Altipsinax.
Het holotype OUM J.12144 is gevonden in een laag van de Oxford Clay-formatie die dateert uit het onderste Oxfordien, ongeveer 160 miljoen jaar oud. Het omvat gedeelten van drie ruggenwervels, twee sacrale wervels en tien staartwervels; gedeelten van het darmbeen, de schaambeenderen en een zitbeen; beide dijbeenderen en de bovenkant van een scheenbeen. Later zijn er nog andere fragmenten aan toegewezen waaronder BMNH 40517, de onderkant van een kuitbeen.
In 1988 meende Gregory S. Paul dat er een verband was met verschillende Chinese vondsten. Hierop hernoemde hij Szechuanosaurus yandonensis in een Metriacanthosaurus carpenteri en Yanchuangosaurus shangyuanensis in een Metriacanthasaurus shangyouensis. Dit heeft geen navolging gevonden.
Stephan Pickering benoemde in 1995 een Metriacanthosaurus brevis, gebaseerd op een fossiel van vermoedelijk Megalosaurus bucklandi en een Metriacanthosaurus reynoldsi op grond van enkele losse Engelse fragmenten die aan een nog niet gedetermineerde theropode toebehoorden. Beide namen zijn nomina nuda omdat ze niet geldig gepubliceerd zijn.

## Beschrijving
Metriacanthosaurus parkeri was een vrij grote roofsauriër. De dijbeenderen zijn ongeveer tachtig centimeter lang wat wijst op een dier van zes à zeven meter lengte. Gregory S. Paul schatte het gewicht in 1988 op een ton. Een onderscheidend kenmerk is een opvallende deuk in de bovenrand van het darmbeen, ter hoogte van het heupgewricht.

## Fylogenie
Walker wees Metriacanthosaurus toe aan de Megalosauridae. In 2007 echter concludeerden Darren Naish en David Martill tot een plaatsing in de Sinraptoridae. Een Metriacanthosaurinae in 1988 door G.S. Paul geschapen is overbodig daar er achteraf geen erg nauwe verwanten bekend blijken te zijn.